# Charleston (film 1977)
Charleston è un film del 1977 diretto da Marcello Fondato.
La pellicola ha come protagonista Bud Spencer.

## Trama
A Londra, una scalcinata banda di quattro truffatori riesce a sbarcare il lunario organizzando piccole truffe di modesto valore.
Joe Lo Monaco è un faccendiere americano, maldestro e nevrotico, proprietario di una nave-casinò che gli fa perdere molti soldi, per cui deve sbarazzarsene il prima possibile. La nave è assicurata per una grossa cifra e Lo Monaco fa continue pressioni sul capitano perché l'affondi, ma quest'ultimo si rifiuta perché i piani suggeriti da Lo Monaco per truffare l'assicurazione sono sempre irrealizzabili.
Vista l'impossibilità di vendere la nave con mezzi leciti, Morris, l'avvocato londinese di Lo Monaco, architetta un piano per trovare un acquirente con un inganno. Egli pubblica un annuncio su un giornale con la messa in vendita della nave di Lo Monaco per tre milioni di dollari, mentre un altro annuncio, sullo stesso giornale, indica invece la ricerca di una nave con le stesse caratteristiche, il cui acquirente, tramite uno studio legale (quello di Morris), sarebbe stato disposto ad offrire ben cinque milioni di dollari. Il piano, quindi, è quello di trovare qualcuno che, credendo di fare un colpaccio, avrebbe comprato la nave a tre milioni da Lo Monaco per poi rivenderla al cliente di Morris a cinque milioni, il quale però, dopo la vendita della nave a tre milioni, sarebbe scomparso nel nulla.
La scalcinata banda di truffatori cade nell'inganno di Morris e pensa di fare un colpo milionario dopo aver letto i due annunci sul giornale. Da soli, però, non sono in grado di portare avanti una truffa così elaborata, quindi decidono di chiedere aiuto al genio della truffa Charleston che, dapprima, rifiuta umiliando i quattro per la loro dabbenaggine, ma poi accetta.
L'astuto truffatore Charleston, resosi conto della truffa architettata da Morris, intende approfittare della situazione e, per prima cosa, assume la falsa identità di impresario teatrale, Mr. Anderson, e come copertura allestisce uno spettacolo musicale in un piccolo teatro londinese. Nel frattempo fa in modo di farsi arrestare all'aeroporto dall'Ispettore Watkins, al quale lui e la sua banda hanno appena rubato un prezioso quadro di Gauguin. In realtà l'ispettore porta Charleston, alias Douglas D. Douglas, in un hotel di lusso e gli offrirà la libertà in cambio di collaborazione per ritrovare il quadro. Dopo aver così ottenuto la collaborazione della polizia, Charleston porta l'ispettore Watkins a un incontro tra Lo Monaco e i ladri del suo quadro e lo convince che è stato proprio Lo Monaco a rubargli il quadro.
Grazie alla collaborazione della polizia, Charleston allestisce la truffa ai danni di Lo Monaco nello stesso albergo in cui questi alloggia. La faccenda si complica quando sembra che il capitano sia finalmente riuscito ad affondare la nave infilandosi nell'ennesima guerra arabo-israeliana. Infatti la nave è assicurata per una cifra assai maggiore di quella ricavata dalla vendita, ovvero sette milioni di dollari, e Lo Monaco, dopo averla venduta ad Anderson (che ha pagato con assegni falsi d'accordo con l'ispettore), cercherà di ricomprarla in tutta fretta prima che Anderson sappia dell'affondamento e ne ottenga il risarcimento dell'assicurazione, con l'aiuto del ricomparso avvocato Morris.
Dopo la rivendita si scoprirà che la nave non è mai stata affondata: era tutta una messa in scena, Lo Monaco è caduto nella sua stessa trappola. Non solo, ma quando nel suo appartamento sarà rinvenuto il Gauguin dell'Ispettore Watkins (messovi da Charleston), sarà accusato di furto ed espulso dall'Inghilterra.

## Produzione
Il film è ambientato quasi interamente a Londra. In particolare, la galleria d'arte dove Charleston (nei panni di mister Menon) parla col direttore organizzando la truffa ai danni di Watkins per rubargli un quadro è la Tate Britain in Atterbury Street 5.
L'albergo dove Watkins porta Charleston per proporgli di collaborare è il London Hilton al 22 di Park Lane a Londra, già visto nel film Fumo di Londra, con Alberto Sordi.
Il teatro sede di Charleston dove questi organizza la truffa ai danni di Lo Monaco è il Noël Coward Theatre, situato in St. Martin's Lane. Invece il commissariato dove lavora Watkins è il Princes Gate Court, edificio residenziale situato in Exibition Road 31.

## Distribuzione
La pellicola venne distribuita nelle sale cinematografiche italiane il 5 marzo 1977.

## Colonna sonora
La colonna sonora è degli Oliver Onions. Una delle canzoni di nome Mago (uscita come singolo nel 1977 Mago/Road to Hell RCA Original Cast, BB 6035) ricorre, nel film, solo in versione strumentale.